# Charles Bossut
Charles Bossut [ejtsd: bosszű] (Tartaras (Lyon mellett), 1730. augusztus 11. – Párizs, 1814. január 14.) francia matematikus. 

## Életútja
Eleinte teológiát tanult és az abbé címet nyerte. Más hivatásra vágyott, Párizsba ment, ahol Clairaut és d'Alembert támogatták tanulmányaiban. 1752-ben Mézières-ben a matematika tanára lett, de állását a forradalom alatt elvesztette. A császárság idején műegyetemi tanár volt és a Francia Természettudományi Akadémia felvette tagjai közé. Legtöbb érdemet a kísérleti hidrodinamika terén szerzett, különösen a Recherches sur la construction la plus avantageuse des digues című írásával (Párizs, 1764). Pascal tisztelőjeként kiadta annak műveit (1779, 5 kötet), s amelyet a Discours sur la vie et les œuvres de Pascal című munkája követett.

## Művei
- Traité élémentaire d'hydrodynamique (1771), később átdolgozva Traité théorique et expérimental d'hydrodynamique címen (1786-87)
- Traité élémentaire de méchanique statique (1772)
- Cours de mathématiques (1781)
- Histoire générale des mathématiques (1810)